# 北都交通 (岩手県)
株式会社北都交通（ほくとこうつう）は、岩手県奥州市に本社を置くタクシー・バス事業者である。タクシー事業のほか、乗合バス事業として胆沢郡金ケ崎町のコミュニティバス「金ケ崎町田園バス」を運行受託する。1953年に創業したタクシー専業の駒形タクシーが母体となり、1994年4月26日に貸切バス会社として株式会社北日本都市交通（きたにほんとしこうつう）として設立。現社名は旧社名の略称に由来する。
新型コロナウイルス感染症の影響により、2020年7月31日をもって貸切バス事業を廃業した。

## 概要

### 本社・営業所
- 本社営業所
  - 岩手県奥州市水沢字三本木4-42
- 金ヶ崎営業所（旧：有限会社金ヶ崎タクシー）
  - 岩手県胆沢郡金ケ崎町西根矢来3-2
- 岩谷堂営業所（旧：水岩タクシー）
  - 岩手県奥州市江刺中町３−１５

### 運行路線
- 金ケ崎町田園バス - 全路線を受託運行する。詳細は当該記事を参照。

## 沿革

### 駒形タクシー
- 1953年（昭和28年）12月16日 - 小野フサ子が水沢市搦手丁で駒形タクシーを創業、車両2台で営業開始。
- 1962年（昭和37年）7月16日 - 小野フサ子より営業権を譲受し、小野幸二郎を代表取締役として有限会社駒形タクシーを設立。
- 1967年（昭和42年）5月22日 - 水沢市搦手丁に本社営業所の新社屋が完成。
- 1980年（昭和55年）
  - 5月13日 - 水沢市字三本木4番42へ本社営業所を移転。
  - 5月22日 - 有限会社駒形タクシー、株式会社日高タクシー、有限会社中央タクシーの3社による協業体「北日本都市交通」（愛称：北都交通）として営業開始。事務所を水沢市字三本木4番42に置く。
  - 12月8日 - 北日本都市交通協同組合を設立。
- 1983年（昭和58年）9月26日 - 観光タクシーを営業開始。
- 1984年（昭和59年）7月25日 - 運転代行業を開始。
- 1993年（平成5年）1月1日 - 駒形タクシーが有限会社から株式会社へ改組。

### 北日本都市交通
- 1994年（平成6年）
  - 4月26日 - 株式会社北日本都市交通を設立し貸切バス事業を開始。代表取締役に小野幸宣が就任。この日を会社設立登記日とする。株式会社駒形タクシーを筆頭株主として、株式会社日高タクシー、有限会社中央タクシー、有限会社金ヶ崎タクシーの4社出資で子会社として設立。一般貸切旅客自動車運送事業認可、営業区域を岩手県南地区市町村に限定し、小型バス3台で営業開始[1]。　　　　　　　
  - 11月28日	- 大型福祉タクシー認可・営業運行開始。寝台・車椅子兼用リフト付大型ワゴンタイプタクシーを導入、水沢市より運行を受託する。
- 1996年（平成8年）9月30日 - 北日本都市交通協同組合がタクシー無線局の許可を受ける。
- 1997年（平成9年）8月27日 - 貸切バスの営業区域を拡大し、岩手県全域とする。

### 北都交通
- 2000年（平成12年）
  - 2月1日 - 株式会社北日本都市交通を吸収合併、株式会社駒形タクシーのバス部門として継承する。
  - 2月4日 - 株式会社駒形タクシー、株式会社北都交通へ社名変更（2月9日付で変更登記）。
  - 5月8日 - 金ケ崎町健康福祉バスを運行受託。大型バス2台、5路線で運行開始。
  - 8月1日 - 有限会社金ヶ崎タクシーを吸収合併、株式会社北都交通の金ヶ崎営業所として継承。
- 2002年（平成14年）
  - 3月14日 - 北都交通トラベルの商号で旅行業を営業開始。全国旅行業協会会員となる。
  - 6月1日 - 介護保険法による指定を受け「ケアステーション北都」として訪問介護事業を開始。
- 2004年（平成16年）
  - 5月6日 - 金ケ崎町田園バス運行開始。大型バス2台・小型バス1台、6路線で受託開始。
  - 5月6日 - 株式会社日高タクシー、有限会社中央タクシーを吸収合併。本社と金ヶ崎営業所の2営業所体制とする。
  - 9月30日 - 北日本都市交通協同組合を解散。
- 2013年（平成25年）10月30日 - 有限会社水岩観光タクシーを買収する。
- 2018年（平成30年）7月1日 - 小野真紀子が代表取締役に就任。
- 2020年（令和2年）
  - 7月31日 - 一般貸切旅客自動車運送事業を廃業[1]。
  - 11月1日 - 水岩タクシーを吸収合併[3]。

## 車両
バス車両
- 路線車は、金ケ崎町田園バス専用のマイクロバス、ワンボックスカーが在籍する。詳細は金ケ崎町田園バス#車両を参照。
- 貸切車は、いすゞ・ガーラ（ハイデッカー9m車）、三菱ふそう・エアロエースなどが在籍していた[4]。

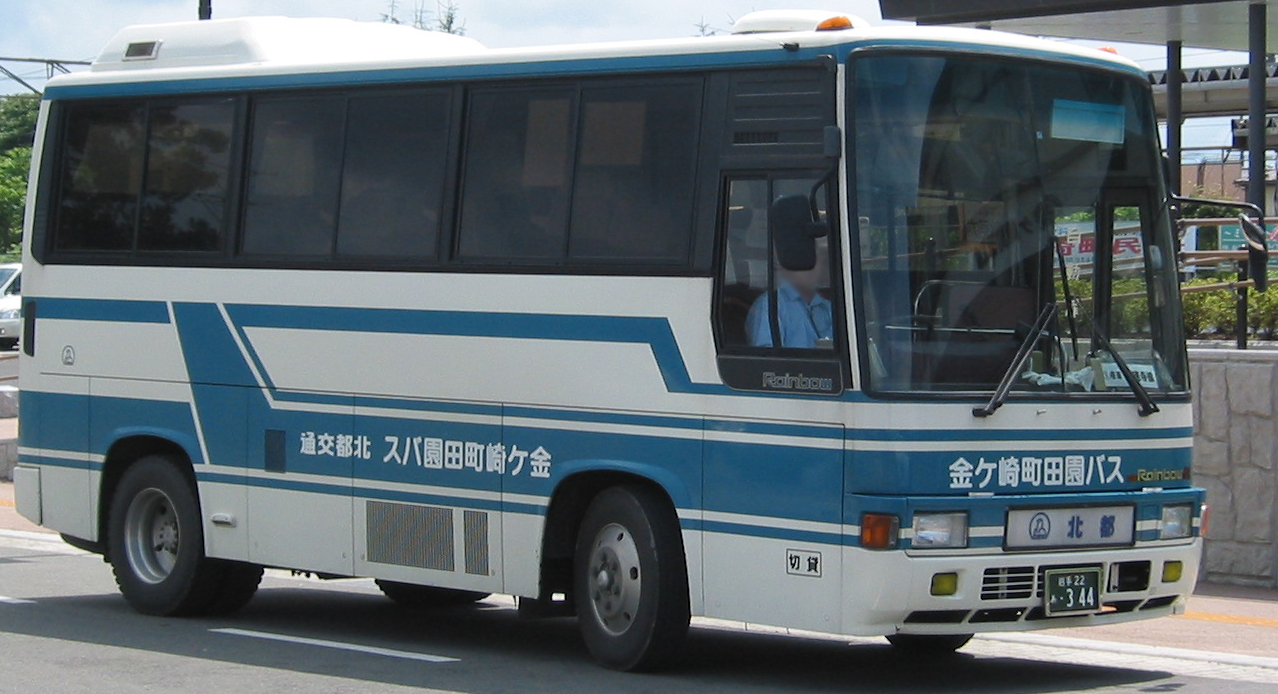
金ケ崎町田園バス（1号車） 日野・レインボー7M（CH系） 過去の車両
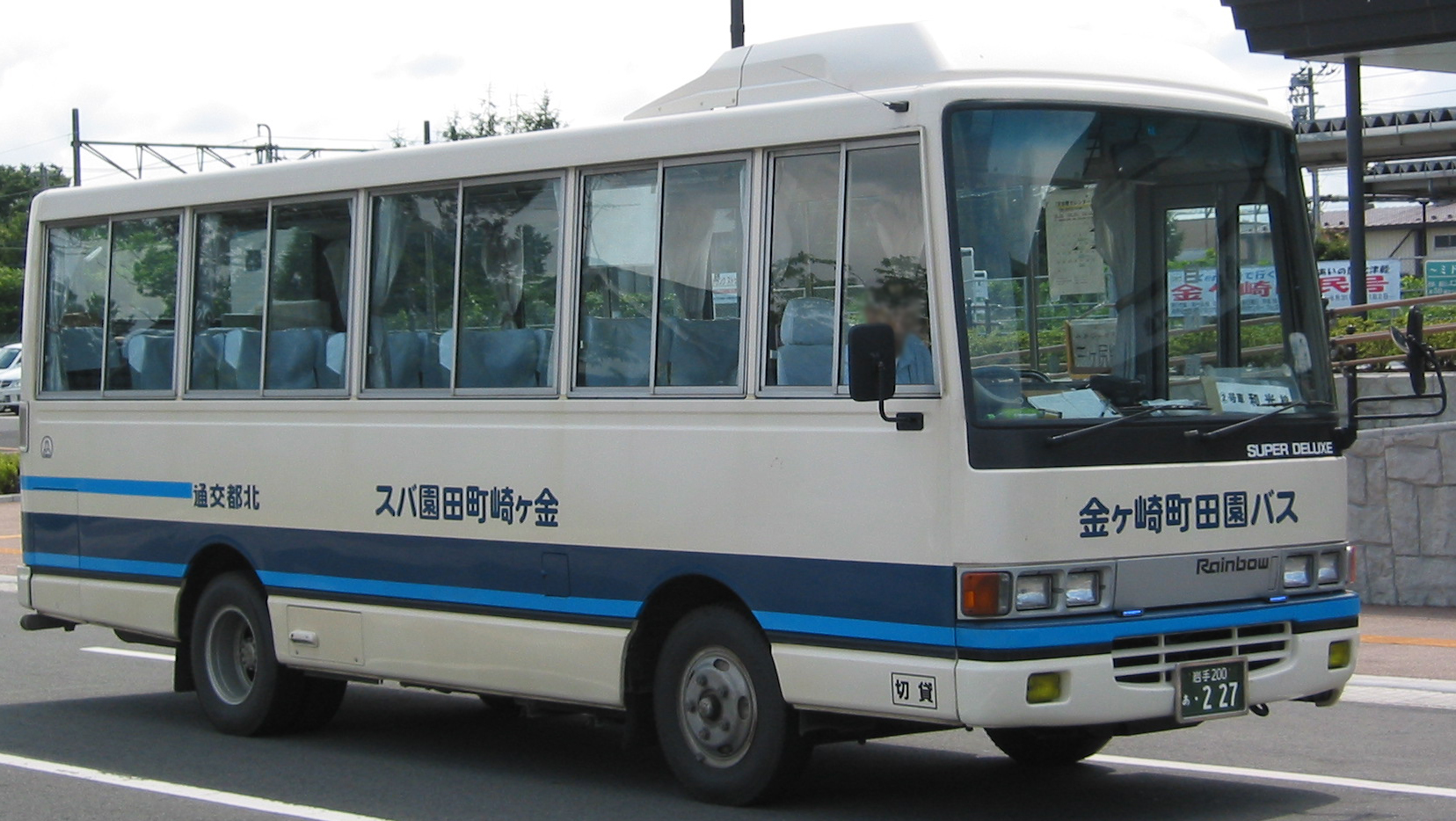
金ケ崎町田園バス（2号車） 日野・レインボーRB（RB系） 過去の車両